# Бой, Томас
Томас Хуан Бой Эспиноса (исп. Tomás Juan Boy Espinoza; 28 июня 1951, Мехико — 8 марта 2022, Акапулько, Герреро) — мексиканский футболист и футбольный тренер. В качестве игрока известен по выступлениям за клуб УАНЛ Тигрес и сборную Мексики. Участник чемпионата мира 1986 года.

## Клубная карьера
Бой начал карьеру выступая за клубы низших дивизионов «Атлетико Эспаньол» и «Атлетико Потосино». В 1975 году перешёл в УАНЛ Тигрес. 2 марта 1976 года в матче против «Америки» дебютировал в мексиканской Примере. 27 декабря в поединке против «Гвадалахары» забил свой первый гол за клуб. В сезоне 1976/77 выиграл свой первый чемпионский титул. В 1981 году Бой получил травму и пропустил первую часть сезона, но после возвращения показал уверенную игру и помог клубу выиграть чемпионат. В 1988 году Томас покинул команду, за «тигров» он сыграл 413 матчей в Примере и забил 98 мячей.
В том же году Бой переехал в США, где заключил соглашение с «Сан-Хосе Эртквейкс», в котором завершил свою карьеру по окончании сезона.

## Международная карьера
6 января 1979 года в товарищеском матче против сборной СССР Бой дебютировал за сборную Мексики. 25 августа 1984 года в матче против сборной Венгрии он забил свой первый гол за национальную команду.
В 1986 году Томас попал в заявку сборной на участие в домашнем чемпионате мира. На турнире он сыграл в поединках против сборных Болгарии, Ирака, Парагвая, Бельгии и ФРГ.

### Голы за сборную Мексики
| #   | Дата            | Место                               | Противник        | Счёт | Соревнование       |
| --- | --------------- | ----------------------------------- | ---------------- | ---- | ------------------ |
| 01. | 25 августа 1984 | Ференц Пушкаш, Будапешт, Венгрия    | Венгрия          | 0:2  | Товарищеский матч  |
| 02. | 9 октября 1984  | Мемориал Колизей, Лос-Анджелес, США | Колумбия         | 1:0  | Товарищеский матч  |
| 03. | 5 февраля 1985  | Коррегидора, Керетаро, Мексика      | Польша           | 5:0  | Товарищеский матч  |
| 04. | 27 августа 1985 | Мемориал Колизей, Лос-Анджелес, США | Болгария         | 1:1  | Товарищеский матч  |
| 05. | 22 октября 1985 | Шарджа, Шарджа, ОАЭ                 | ОАЭ              | 2:2  | Товарищеский матч  |
| 06. | 14 ноября 1985  | Мемориал Колизей, Лос-Анджелес, США | Аргентина        | 1:1  | Товарищеский матч  |
| 07. | 7 декабря 1985  | Ацтека, Мехико, Мексика             | Алжир            | 2:0  | Кубок Мексики 1985 |
| 08. | 10 декабря 1985 | Толука-де-Лердо, Мексика            | Республика Корея | 2:1  | Кубок Мексики 1985 |
| 09. | 14 декабря 1985 | Санта-Ана, США                      | Венгрия          | 2:0  | Кубок Мексики 1985 |

### Тренерская карьера
Тренерскую карьеру начал в 1988 году в своём последнем игровом клубе. С тех пор работал со многими командами в Мексике. В 2015—2016 годах тренировал «Крус Асуль».

## Достижения
УАНЛ Тигрес
- Чемпион Мексики: 1976/77, 1981/82